# الحصية
الحصية  قرية سوريّة تتبع إداريّاً لمحافظة حلب منطقة أعزاز ناحية مارع، بلغ تعداد سكانها 753 نسمة حسب التعداد السكاني لعام 2004.